# Nonea pulla
Nonea pulla là loài thực vật có hoa trong họ Mồ hôi. Loài này được (L.) DC. mô tả khoa học đầu tiên năm 1805.